# Тазе-Канд-е-Кешлак (Західний Азербайджан)
Тазе-Канд-е-Кешлак (перс. تازه كندقشلاق‎‎) — село в Ірані, входить до складу дехестану Південний Назлуй у Центральному бахші шахрестану Урмія провінції Західний Азербайджан.